# Bertrand Baumann
Bertrand Baumann OCist (* 24. Juni 1917 in Traunstein, Niederösterreich als Walter Johann Baumann; † 17. Februar 2006 in Zwettl) war ein österreichischer Geistlicher und der 66. Abt des Zisterzienserstiftes Zwettl.

## Leben
Bertrand Baumann wurde am 24. Juni 1917 als Sohn des Kaufmanns Franz Baumann (* 9. September 1886 in Traunstein) und dessen Ehefrau Maria (* 15. August 1888 in Trofaiach; geborene Zeiler) in der niederösterreichischen Gemeinde Traunstein geboren und am 30. Juni 1917 auf den Namen Walter Johann getauft. Seine Eltern hatten am 11. Juli 1911 in der Pfarrkirche Trofaiach geheiratet. Noch im Kindesalter kam er als Sängerknabe ins nur wenige Kilometer von seinem Geburtsort entfernte Stift Zwettl. Seine Schulbildung schloss er im Jahre 1936 am Stiftsgymnasium Schlierbach ab – erst zwei Jahre zuvor fand hier die erste Matura statt. Danach trat er am 6. August 1936 in das Zisterzienserstift Zwettl ein, wo er den Ordensnamen Bertrand (nach Bertrand von Grandselve, einem der ersten Zisterzienseräbte) erhielt. Nach dem Noviziat studierte Baumann Theologie in der Philosophisch-Theologischen Hauslehranstalt des Stifts Heiligenkreuz, ehe er, während des Zweiten Weltkriegs, im Jahre 1940 zur Wehrmacht eingezogen wurde. Als Heimkehrer erneuerte Baumann daraufhin seine Profess (7. August 1947) und wurde – mittlerweile 30-jährig – am 10. August 1947 zum Priester geweiht. Ein Jahr später schloss er sein Studium am Innsbrucker Canisianum ab. In weiterer Folge war Baumann als Seelsorger tätig und arbeitete zunächst als Kaplan in Großschönau, ehe er in die Stiftspfarre Zwettl wechselte. Danach übernahm er die Leitung des Exerzitienhauses und des Bauamtes bis ihm im Jahre 1958 die Administration des zum Stift gehörenden Weingutes Gobelsburg übertragen wurde. Ab 1967 trat Baumann außerdem als Seelsorger in Hohenwarth und Großriedenthal, sowie ab 1977 auch in Gobelsburg in Erscheinung. Im Jahre 1973 wurde Baumann von der AV Austria Innsbruck, einer katholischen, farbentragenden, nichtschlagenden Studentenverbindung im ÖCV, in den Stand eines Urphilisters aufgenommen. Weiters war er ein Ehrenmitglied der MKV-Verbindung K.Ö.St.V. Lichtenfels Zwettl.
Am 4. Februar 1980 wurde Baumann zum 66. Abt des Stiftes Zwettl gewählt und trat dabei die Nachfolge von Ferdinand Gießauf, der mit 1. Jänner 1980 resigniert hatte, an. Unter Baumann Amtszeit fällt die Niederösterreichische Landesausstellung 1981, die mit dem Titel Die Kuenringer – das Werden des Landes Niederösterreich rund 400.000 Besucher ins Stift Zwettl lockte. Abt Bertrand selbst initiierte unter anderem das Internationale Orgelfest im Stift, das erstmals im Jahre 1984 stattfand. Unter seinem Wirken geschahen auch diverse Neu- und Umbauten im Kloster, sowie in den inkorporierten Pfarren. Zeitlebens wurde Baumann mit verschiedenen Auszeichnungen der Kirche, des Landes Niederösterreich und des Bundes geehrt. Unter anderem erhielt er im Jahre 1974 das Österreichische Ehrenkreuz für Wissenschaft und Kunst I. Klasse. Zu Baumanns 70. Geburtstag verfasste der niederösterreichische Landeshistoriker Walter Pongratz eine Festschrift mit dem Titel Abt Bertrand Baumann 70 Jahre alt und 40 Jahre Priester in der Zeitschrift Das Waldviertel, deren Schriftleiter Pongratz in den Jahren 1960 bis 1987 war.
Nach Erreichen der Altersgrenze von 75 Jahren trat Baumann im Jahre 1992 von seinem Amt als Abt zurück. Paulus Winkelbauer trat im darauffolgenden Jahr die Nachfolge Baumanns als Abt von Zwettl an und blieb bis zur eigenen altersbedingten Resignation im Jahre 1996 im Amt. Im Jahre seiner Resignation wurde Baumann mit dem Großen Silbernen Ehrenzeichen für Verdienste um die Republik Österreich ausgezeichnet. Nach seiner Zeit als Abt war er weiterhin als Seelsorger tätig und hatte als solcher aushilfsweise Aufgaben übernommen. Baumann selbst betrachtete seine Tätigkeit als Moderator in den Pfarren St. Wolfgang und Spital als einen späten Höhepunkt seines Lebens. Zeit seines Lebens – vor allem während seiner Zeit als Abt – verfasste er diverse Artikel in Cooperatio – Hauszeitung für Stift Zwettl.
Am 17. Februar 2006 starb Baumann im Alter von 88 Jahren und wurde, nachdem er am 24. Februar 2006 im Kapitelsaal des Klosters aufgebahrt worden war, am nachfolgenden Tag auf dem Klosterfriedhof beigesetzt.